# Здание народного училища для прихожан церкви Мартина Исповедника
Здание народного училища для прихожан церкви Мартина Исповедника — историческое здание в Москве, построенное в конце XVIII века. Объект культурного наследия федерального значения. Расположено на улице Александра Солженицына, дом 20, строение 1.

## История
Дом был построен на одном из участков, на который был разбит пустырь на месте усадьбы А. Г. Орлова. Дата постройки дома — между 1796 и 1798 годами. Училище было построено на деньги московского городского головы, купца В. Я. Жигарева, как и церковь Мартина Исповедника. Здание отреставрировано в 2000-е гг.

## Архитектура
Дом построен в стиле зрелого классицизма. Фасад декорирован мало, на нём выделены горизонтальные членения. По центру главного фасада на высоте второго этажа расположен портик из четырёх тонких колонн ионического ордера, попарно сближенных. На выступах в уровне первого этажа, на которых расположены колонны, размещены круглые ниши, а между ними находится главный вход. Дом расположен в глубине участка, что необычно для времени и места постройки здания. Возможно, это вызвано близостью к крупному зданию церкви на противоположной стороне улицы. Планировка дома симметрична, коридор-вестибюль разделяет его на две части. Направо от входа  находится лестница, ведущая на второй этаж. Задний фасад искажён поздними пристройками.